# Герхард I Фламенс
Герхард Фламенс фон Антойнг (на немски: Gerhard Flamens; Gerardus von Antoing; на латински: Gerardus flamens; * ок. 985; † сл. 1053) от род Фламенсес е граф на Васенберг 1033/1053 г. в Северен Рейн-Вестфалия, в Германия, на границата с Нидерландия. Той основава графския род Васенберги и е родоначалник на графовете на Гелдерн.
Той е благородник от Фландрия и брат на Рутгер I († 1050), който е първият граф на Клеве (ок. 1020 – 1050).
През началото на 11 век император Хайнрих II поставя двамата братя за графове на долния-Рейн. През 1020 г. император Хайнрих II подарява замъка и земята Васенберг на Герардус Фламенсес фон Антойнг, който започва да се нарича Герхард граф фон Васенберг, и така основава графския род Васенберги, който след четири генерации на замък Васенберг, основава графство Гелдерн, от което произлизат херцогствата Юлих, Клеве и Берг.
Герхард Фламенс е вероятно зет на последния граф на Хамаланд Дитрих фон Хамаланд († 1017) от род Имединги. Той е баща на:
- Дитрих I Фламенс († 1082), граф на Васенберг 1087, граф на Гелдерн 1096, има три сина